# カンザス州副知事
カンザス州副知事（Lieutenant Governor of Kansas）は、アメリカ合衆国カンザス州の副知事である。

## 一覧
| 氏名                                         | 任期            | 政党   |
| -------------------------------------------- | --------------- | ------ |
| ジョーゼフ・ポメロイ・ルート                 | 1861年 - 1863年 | 共和党 |
| トーマス・A・オズボーン                      | 1863年 - 1865年 | 共和党 |
| ジェームズ・マグルー                         | 1865年 - 1867年 | 共和党 |
| ニヒマイア・グリーン                         | 1867年 - 1868年 | 共和党 |
| チャールズ・ヴァーノン・エスクリッジ         | 1869年 - 1871年 | 共和党 |
| ピーター・パーシヴァル・エルダー             | 1871年 - 1873年 | 共和党 |
| イライアス・ストーバー                       | 1873年 - 1875年 | 共和党 |
| メルヴィル・ソルター                         | 1875年 - 1877年 | 共和党 |
| ライマン・ハンフリー                         | 1877年 - 1881年 | 共和党 |
| デイヴィッド・ウェズリー・フィニー           | 1881年 - 1885年 | 共和党 |
| アレグザンダー・パンコースト・リドル         | 1885年 - 1889年 | 共和党 |
| アンドルー・ジャクソン・フェルト             | 1889年 - 1893年 | 共和党 |
| パーシー・ダニエルズ                         | 1893年 - 1895年 | 人民党 |
| ジェームス・アームストロング・トラウトマン   | 1895年 - 1897年 | 共和党 |
| アレグザンダー・ミラー・ハーヴェイ           | 1897年 - 1899年 | 人民党 |
| ハリー・E・リクター                          | 1899年 - 1903年 | 共和党 |
| デイヴィッド・ジョン・ハンナ                 | 1903年 - 1907年 | 共和党 |
| ウィリアム・ジェームズ・フィッツジェラルド   | 1907年 - 1911年 | 共和党 |
| リチャード・ジョーゼフ・ホプキンス           | 1911年 - 1913年 | 共和党 |
| シェフィールド・インガルス                   | 1913年 - 1915年 | 共和党 |
| ウィリアム・ヨースト・モーガン               | 1915年 - 1919年 | 共和党 |
| チャールズ・ソロモン・ハフマン               | 1919年 - 1923年 | 共和党 |
| ベン・サンフォード・ポーレン                 | 1923年 - 1925年 | 共和党 |
| デ・ランソン・アルソン・ニュートン・チェイス | 1925年 - 1929年 | 共和党 |
| ジェイコブ・W・グレイビル                    | 1929年 - 1933年 | 共和党 |
| チャールズ・W・トンプソン                    | 1933年 - 1937年 | 共和党 |
| ウィリアム・M・リンゼイ                      | 1937年 - 1939年 | 民主党 |
| カール・E・フレンド                          | 1939年 - 1943年 | 共和党 |
| ジェス・C・ディニアス                        | 1943年 - 1947年 | 共和党 |
| フランク・L・ハガマン                        | 1947年 - 1950年 | 共和党 |
| フレッド・ホール                             | 1951年 - 1955年 | 共和党 |
| ジョン・マクイッシュ                         | 1955年 - 1957年 | 共和党 |
| ジョーゼフ・W・ヘンクル・シニア              | 1957年 - 1961年 | 民主党 |
| ハロルド・H・チェイス                        | 1961年 - 1965年 | 共和党 |
| ジョン・クラッチャー                         | 1965年 - 1969年 | 共和党 |
| ジェームズ・H・デコーシー・ジュニア          | 1969年 - 1971年 | 民主党 |
| レイノルズ・シュルツ                         | 1971年 - 1973年 | 共和党 |
| デイヴ・オウエン                             | 1973年 - 1975年 | 共和党 |
| シェルビー・スミス                           | 1975年 - 1979年 | 共和党 |
| ポール・V・デュガン                          | 1979年 - 1983年 | 民主党 |
| トーマス・R・ドッキング                      | 1983年 - 1987年 | 民主党 |
| ジャック・D・ウォーカー                      | 1987年 - 1991年 | 共和党 |
| ジム・サンフランシスコ                       | 1991年 - 1995年 | 民主党 |
| シーラ・フラーム                             | 1995年 - 1996年 | 共和党 |
| ゲイリー・シャーラー                         | 1996年 - 2003年 | 共和党 |
| ジョン・E・ムーア                            | 2003年 - 2007年 | 民主党 |
| マーク・パーキンソン                         | 2007年 - 2009年 | 民主党 |
| トロイ・フィンドリー                         | 2009年 - 2011年 | 民主党 |
| ジェフ・コイアー                             | 2011年 - 現在   | 共和党 |